# Larra
Larra è un comune francese di 1 427 abitanti situato nel dipartimento dell'Alta Garonna nella regione dell'Occitania.
Il territorio comunale è bagnato dalle acque del fiume Save.

## Società

### Evoluzione demografica
Abitanti censiti

## Monumenti

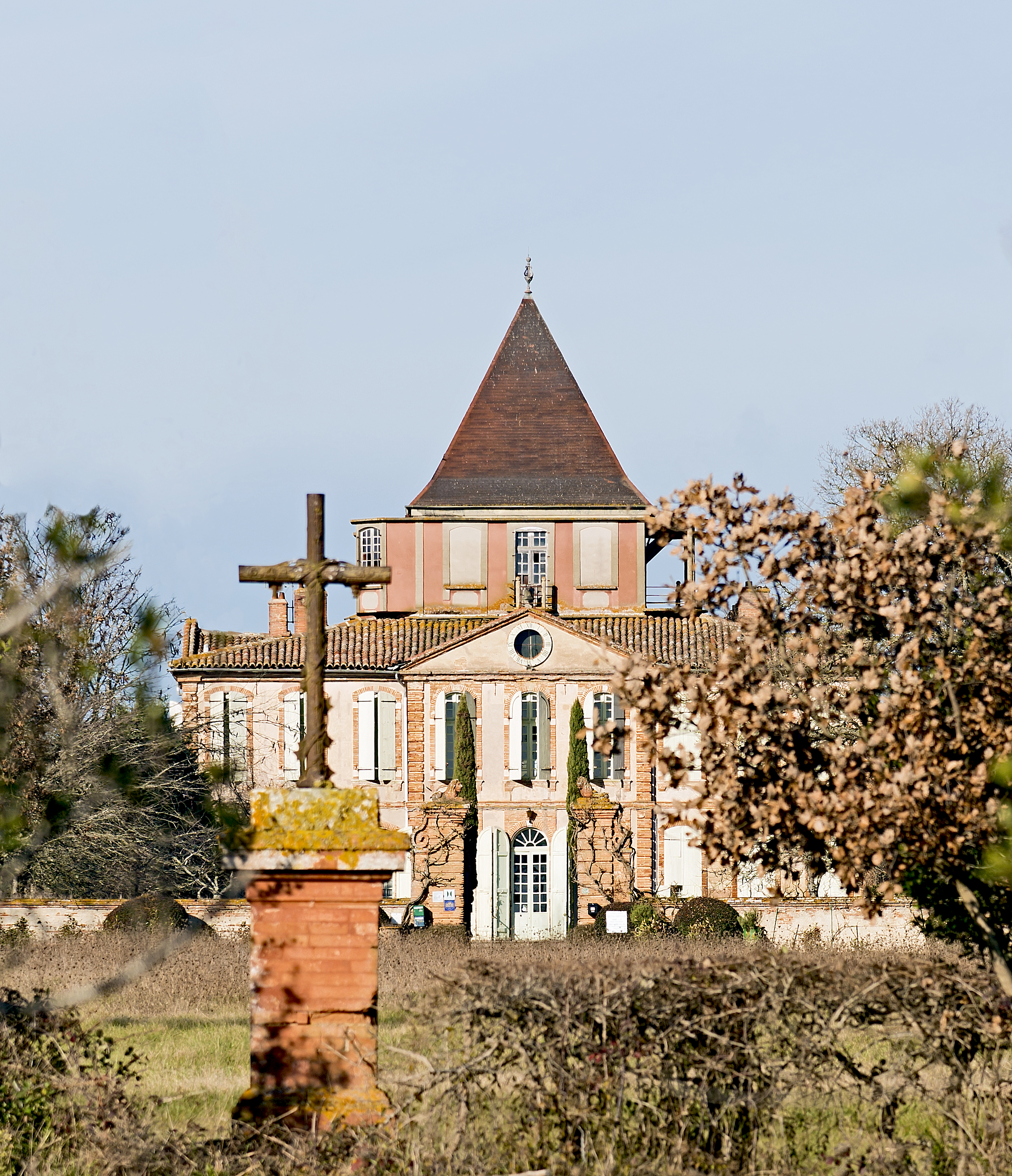
Il Castello.
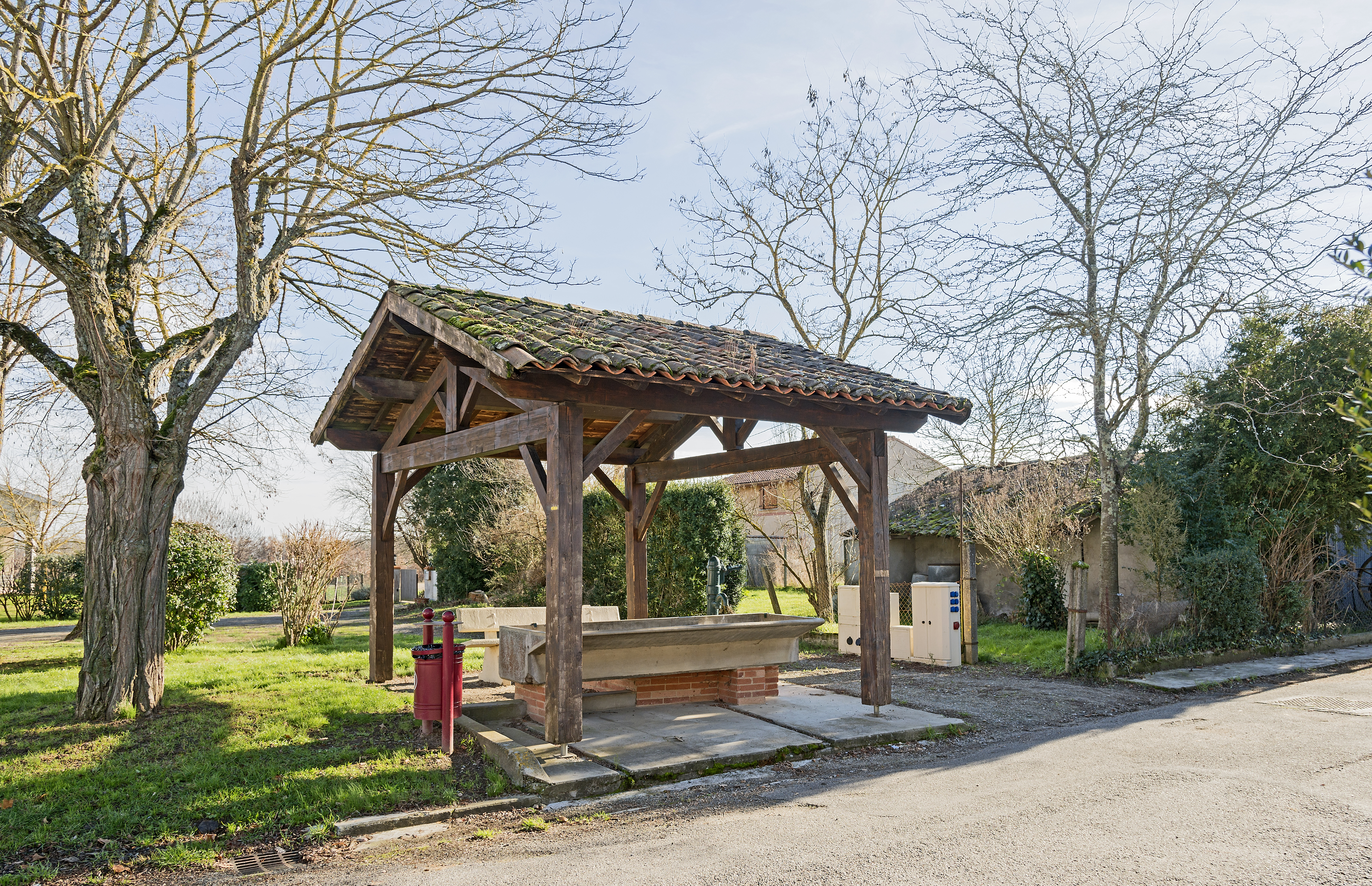
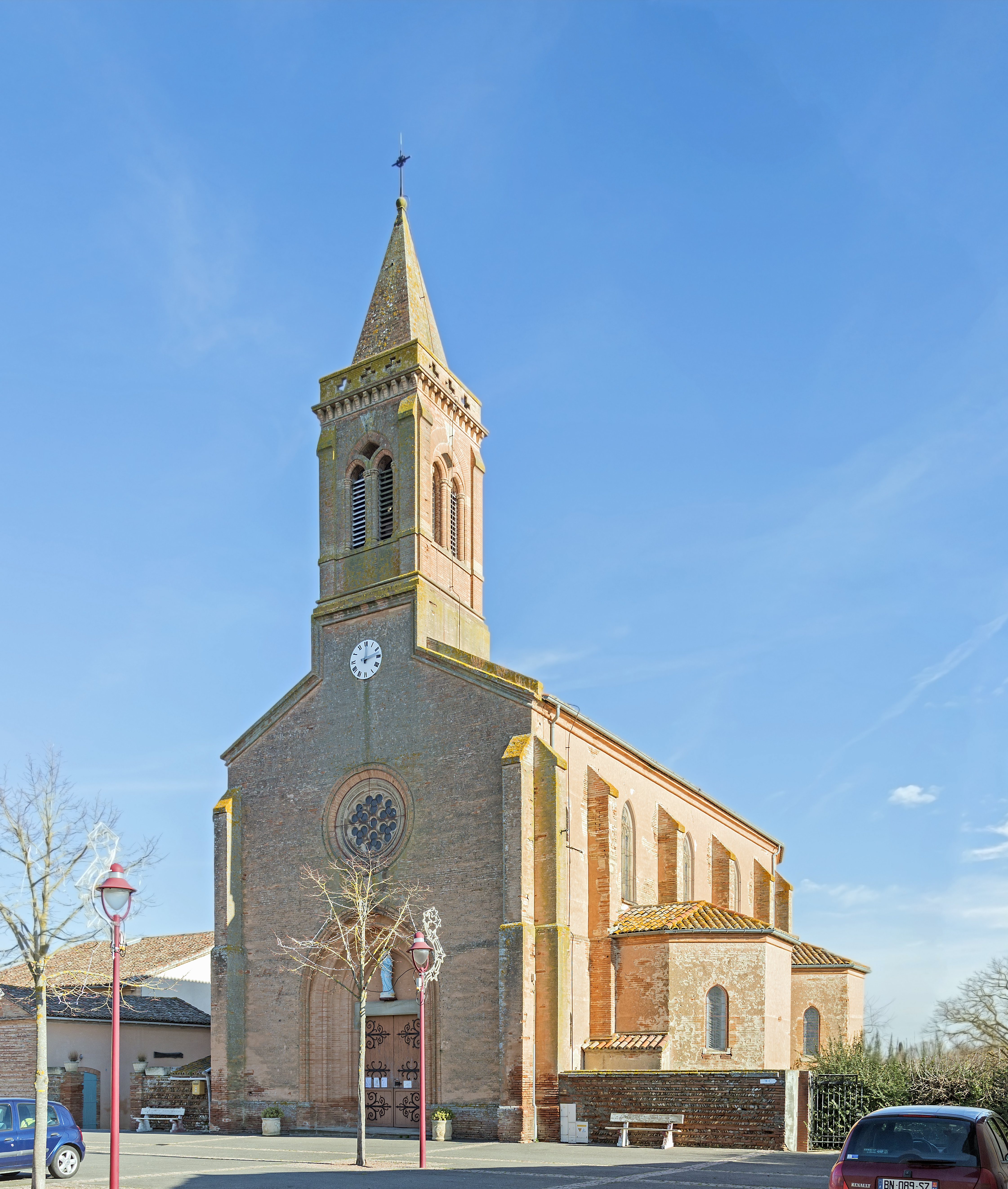
La Chiesa.